# Soudal Quick-Step
El Soudal Quick-Step (codi UCI: SOQ), antigament conegut com Deceuninck-Quick Step o Quick-Step Alpha Vinyl és un equip belga de ciclisme professional en ruta amb categoria WorldTeam. Participa en totes les curses de l'UCI World Tour. Creat l'any 2003 sota la direcció de Patrick Lefevere i el lideratge de Tom Boonen, vencedor de la París-Roubaix (2005, 2008 i 2009), del Tour de Flandes i del Campionat del món en ruta el 2005.

## Història
L'equip es creà el 2003 amb el nom Quick Step-Davitamon. L'equip és hereva de les estructures del Mapei i el Domo-Farm Frites, sent el mànager general Patrick Lefevere, antic mànager del Mapei (1995-2000) i del Domo-Farm Frites (2001-2002). El principal patrocinador, Quick Step, havia estat des del 1999 co-patrocinador del Mapei.
En la seva primera temporada els ciclistes procedeixen d'aquests dos equips: Paolo Bettini, Michael Rogers, venen del Mapei, mentre que Johan Museeuw, Richard Virenque, Servais Knaven ho fan del Domo. El jove Tom Boonen també forma part de l'equip.
El Quick Step es manifesta com un dels millors equips del món, de manera particular en les clàssiques. Així Paolo Bettini guanya la Copa del Món de ciclisme el 2003 i 2004, gràcies a les seves victòries a la Milà-San Remo, la HEW Cyclassics, la Clàssica de Sant Sebastià i els nombrosos podis.
En les clàssiques flamenques Tom Boonen ben aviat substitueix a Johan Museeuw com a líder indiscutible de l'equip. A les nombroses clàssiques aconseguides se li sumen les sis etapes guanyades al Tour de França entre el 2004 i 2007 i la classificació per punts del 2007. El 2005 guanya el Campionat del món en ruta. Paolo Bettini el succeirà en aquest palmarès el 2006 i 2007.
El 2011, Marc Coucke, president d'Omega Pharma anuncia la fusió dels equips Omega Pharma-Lotto i Quick Step. A partir del 2012, i per dues temporades, Omega Pharma passa a ser el principal patrocinador i Quick Step el segon, per formar l'Omega Pharma-Quick Step. La temporada 2015 l'equip passà a denominar-se Etixx-Quick Step.
El 21 de juliol de 2014 l'equip anuncià que el seu nom de cara a la temporada 2015 seria Etixx-Quick Step.
De cara el 2017 va adoptar el nom de Quick-Step Floors, nom que va mantenir fins a gener del 2019, quan adoptà el de Deceuninck-Quick Step. Després de dues temporades l'equip canvia el nom a Quick-Step Alpha Vinyl Team

## Principals victòries

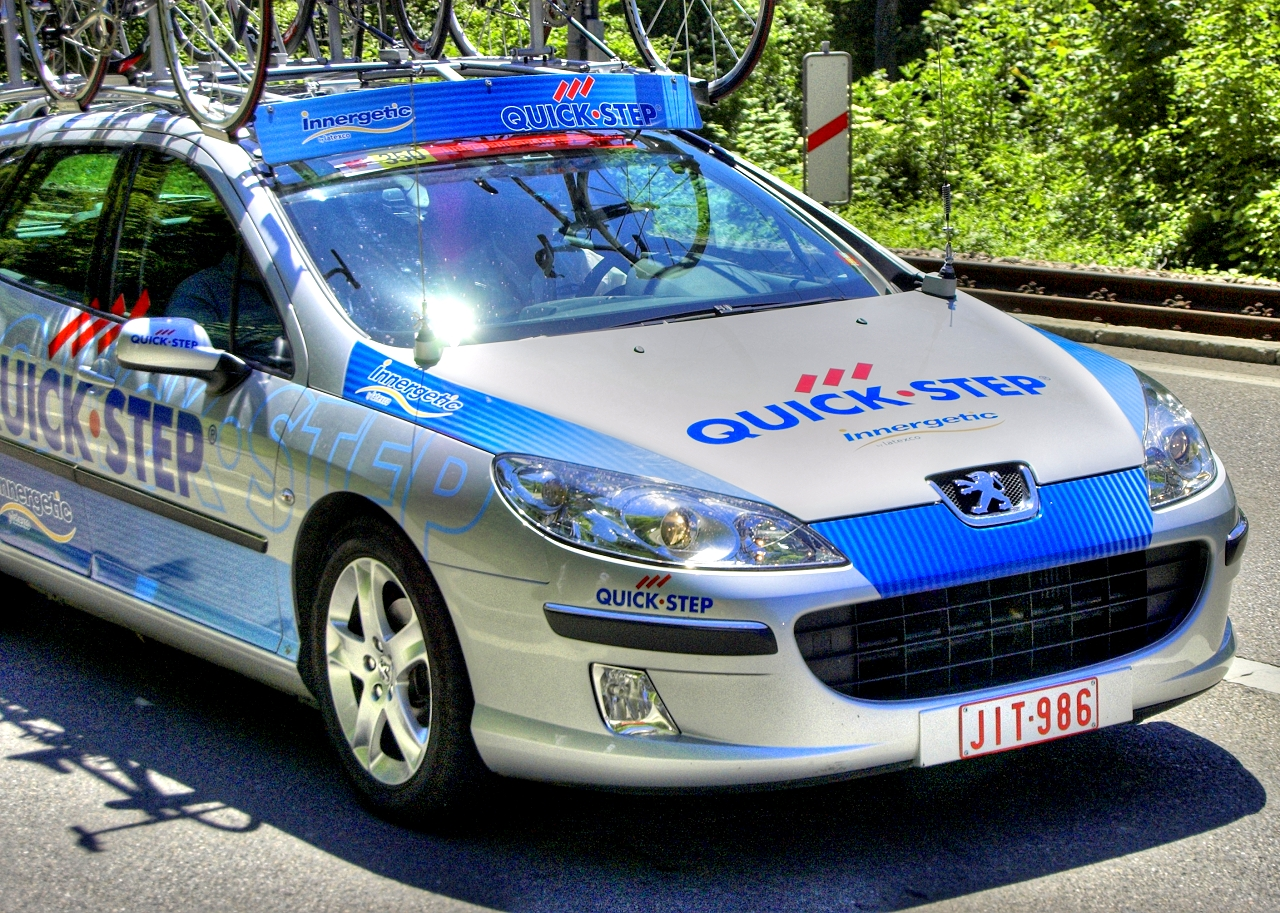
Vehicle de l'equip al 2006

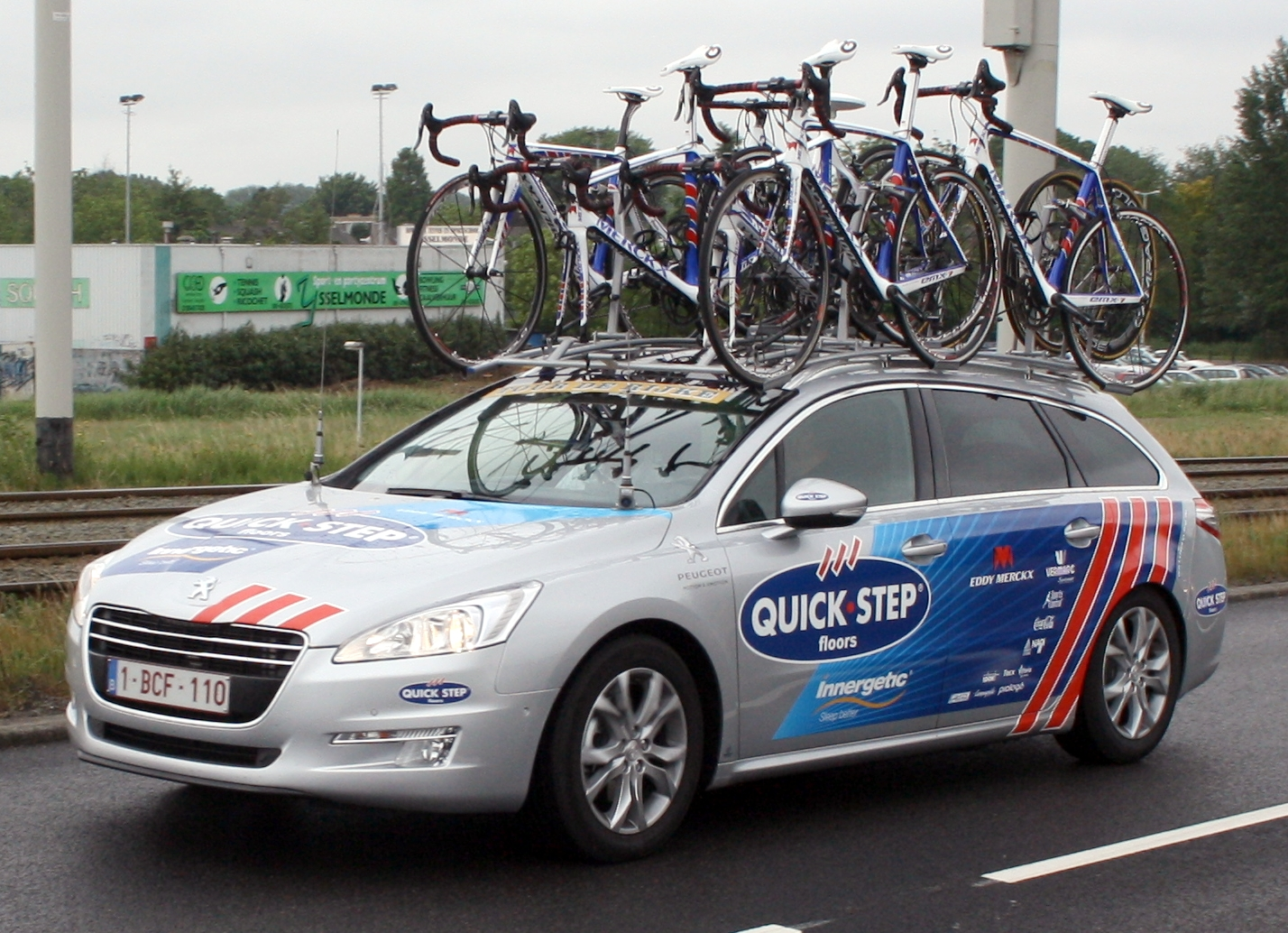
Vehicle de l'equip al 2011

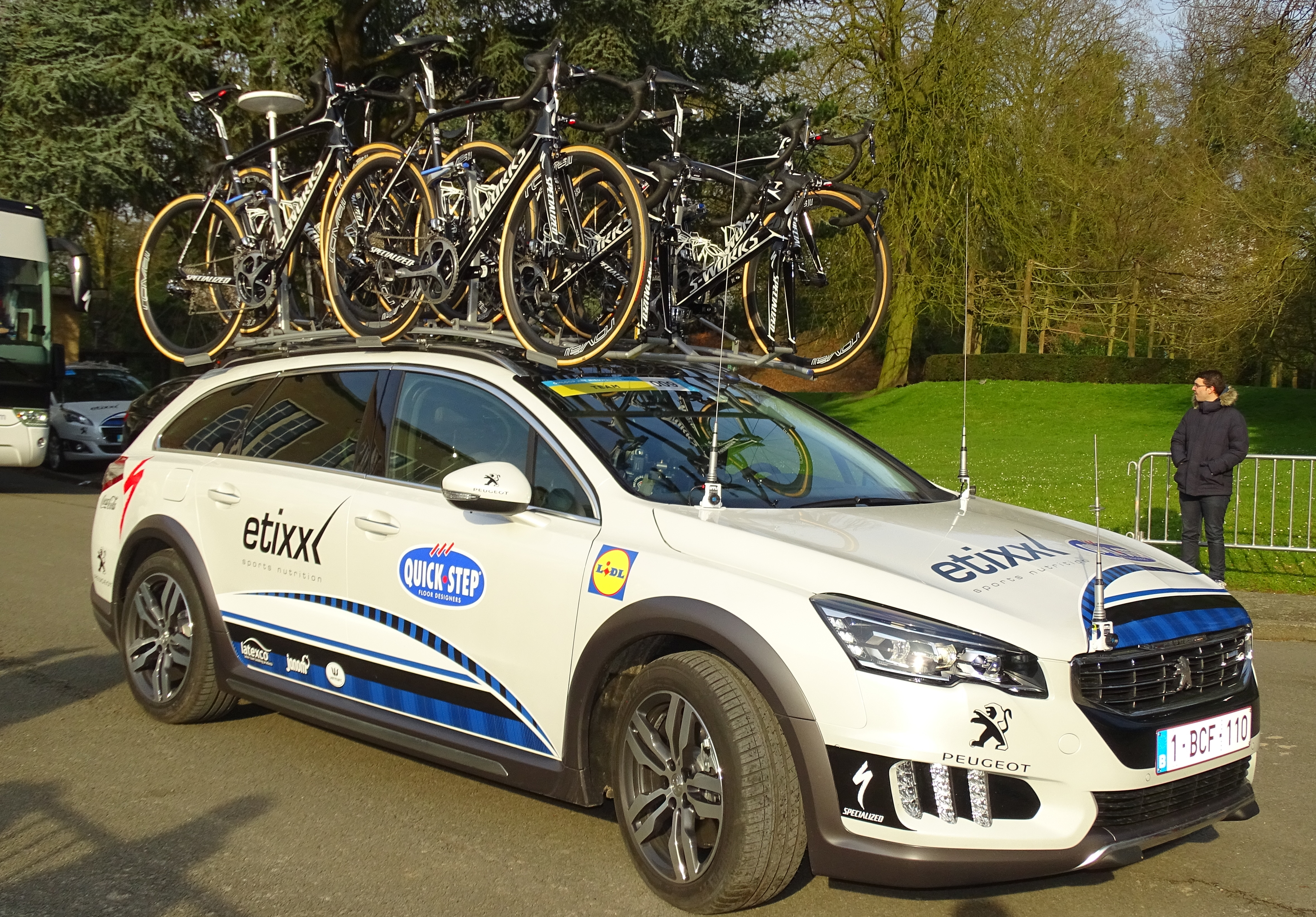
Vehicle de l'equip al 2016

### Clàssiques
- Omloop Het Nieuwsblad: 2003 (Johan Museeuw), 2005 (Nick Nuyens), 2019 (Zdeněk Štybar) i 2021 (Davide Ballerini)
- Milà-Sanremo : 2003 (Paolo Bettini), 2006 (Filippo Pozzato) i 2019 (Julian Alaphilippe)
- HEW Cyclassics/EuroEyes Cyclassics: 2003 (Paolo Bettini), 2005 (Filippo Pozzato), 2018 i 2019 (Elia Viviani)
- Clàssica de Sant Sebastià: 2003 (Paolo Bettini), 2018 (Julian Alaphilippe), 2019, 2022 i 2023 (Remco Evenepoel)
- Gant-Wevelgem: 2004, 2011 i 2012 (Tom Boonen)
- Gran Premi E3: 2004, 2005, 2006, 2007, 2012 (Tom Boonen), 2018 (Niki Terpstra), 2019 (Zdeněk Štybar) i 2021 (Kasper Asgreen)
- Tour de Flandes : 2005, 2006, 2012 (Tom Boonen), 2008, 2009 (Stijn Devolder), 2017 (Philippe Gilbert), 2018 (Niki Terpstra) i 2021 (Kasper Asgreen)
- París-Roubaix : 2005, 2008, 2009, 2012 (Tom Boonen), 2014 (Niki Terpstra) i 2019 (Philippe Gilbert)
- Campionat de Zuric: 2005 (Paolo Bettini)
- Volta a Llombardia : 2005 i 2006 (Paolo Bettini)
- A través de Flandes: 2007[6] (Tom Boonen), 2009[6] (Kevin Van Impe), 2012,[6] 2014[6] (Niki Terpstra), 2017 i 2018 (Yves Lampaert)
- Strade Bianche: 2014[6] (Michał Kwiatkowski), 2016[6] (Zdeněk Štybar) i 2019 (Julian Alaphilippe)
- Cadel Evans Great Ocean Road Race: 2015[6] (Gianni Meersman) i 2019 (Elia Viviani) i 2020 (Dries Devenyns)
- Amstel Gold Race: 2015 (Michał Kwiatkowski) i 2017 (Philippe Gilbert)
- Gran Premi Ciclista de Quebec: 2015 (Rigoberto Urán)
- RideLondon-Surrey Classic: 2016[6] (Tom Boonen) i 2019 (Elia Viviani)
- Classic Bruges-De Panne: 2018 (Elia Viviani), 2020 (Yves Lampaert), 2021 (Sam Bennett)
- Fletxa Valona: 2018, 2019 i 2021 (Julian Alaphilippe)
- Lieja-Bastogne-Lieja : 2018 (Bob Jungels), 2022 i 2023 (Remco Evenepoel)

### Curses per etapes
- Tirrena-Adriàtica: 2004 (Paolo Bettini)
- Tour Down Under: 2009 (Allan Davis)
- Tour de Pequín: 2012 (Tony Martin)
- Eneco Tour: 2013 (Zdeněk Štybar) i 2016 (Niki Terpstra)
- Tour de Dubai: 2017 (Marcel Kittel) i 2018 (Elia Viviani)
- Tour de Guangxi: 2019 (Enric Mas)
- Volta a Polònia: 2020 (Remco Evenepoel) i 2021 (João Almeida)
- UAE Tour: 2023 (Remco Evenepoel)

### Grans voltes
| - Tour de França : - 21 participacions (2003, 2004, 2005, 2006, 2007, 2008, 2009, 2010, 2011, 2012, 2013, 2014, 2015, 2016, 2017, 2018, 2019, 2020, 2021, 2022, 2023) - 50 victòries d'etapa: - 2 el 2003: Servais Knaven, Richard Virenque - 4 el 2004: Tom Boonen (2), Juan Miguel Mercado, Richard Virenque - 2 el 2005: Tom Boonen (2) - 1 el 2006: Matteo Tosatto - 4 el 2007: Tom Boonen (2), Gert Steegmans, Cédric Vasseur - 1 el 2008: Gert Steegmans - 2 el 2010: Sylvain Chavanel (2) - 4 el 2013: Mark Cavendish (2), Tony Martin, Matteo Trentin - 3 el 2014: Matteo Trentin, Tony Martin (2) - 3 el 2015: Zdeněk Štybar, Tony Martin, Mark Cavendish - 1 el 2016: Marcel Kittel - 5 el 2017: Marcel Kittel (5) - 4 el 2018: Fernando Gaviria (2), Julian Alaphilippe (2) - 3 el 2019: Elia Viviani, Julian Alaphilippe (2) - 3 el 2020: Julian Alaphilippe, Sam Bennett (2) - 5 el 2021: Julian Alaphilippe, Mark Cavendish (4) - 2 el 2022: Yves Lampaert, Fabio Jakobsen - 1 el 2023: Kasper Asgreen - - Classificacions secundàries - Classificació per punts: 2007 (Tom Boonen), 2020 (Sam Bennett), 2021 (Mark Cavendish) - Classificació de la muntanya: 2003 i 2004 (Richard Virenque), 2018 (Julian Alaphilippe) - Premi de la Combativitat: 2004 (Richard Virenque), 2010 (Sylvain Chavanel) i 2019 (Julian Alaphilippe) | - Giro d'Itàlia - 19 participacions (2005, 2006, 2007, 2008, 2009, 2010, 2011, 2012, 2013, 2014, 2015, 2016, 2017, 2018, 2019, 2020, 2021, 2022, 2023) - 29 victòries d'etapa: - 1 el 2005: Paolo Bettini - 2 el 2006: Paolo Bettini, Juan Manuel Gárate - 2 el 2010: Wouter Weylandt, Jérôme Pineau - 5 el 2013: Mark Cavendish (5) - 1 el 2014: Rigoberto Urán - 1 el 2015: Iljo Keisse - 4 el 2016: Marcel Kittel (2), Gianluca Brambilla, Matteo Trentin - 5 el 2017: Fernando Gaviria (4), Bob Jungels - 5 el 2018: Elia Viviani (4), Maximilian Schachmann - 1 el 2022: Mark Cavendish - 2 el 2023: Remco Evenepoel - - Classificacions secundàries - Classificació per punts: 2005, 2006 (Paolo Bettini), 2013 (Mark Cavendish), 2017 (Fernando Gaviria), 2018 (Elia Viviani) - Classificació de l'Intergiro: 2005 (Stefano Zanini) - Premi de la combativitat: 2014 (Julián Arredondo): 2006 (Paolo Bettini), 2013 (Mark Cavendish), 2016 (Matteo Trentin) - Premi de la muntanya: 2006 (Juan Manuel Gárate) - Classificació dels joves: 2009 (Kevin Seeldraeyers), 2016 i 2017 (Bob Jungels) - Classificació Azzurri d'Itàlia: 2013 (Mark Cavendish) | - Volta a Espanya - 21 participacions (2003, 2004, 2005, 2006, 2007, 2007, 2009, 2010, 2011, 2012, 2013, 2014, 2015, 2016, 2017, 2018, 2019, 2020, 2021, 2022, 2023) - 40 victòries d'etapa: - 1 el 2005: Paolo Bettini - 1 el 2006: Paolo Bettini - 1 el 2007: Paolo Bettini - 5 el 2008: Tom Boonen (2), Paolo Bettini (2), Wouter Weylandt - 1 el 2012: Dario Cataldo - 1 el 2013: Zdeněk Štybar - 1 el 2014: Tony Martin - 4 el 2016: Gianni Meersman (2), David de la Cruz, Gianluca Brambilla - 6 el 2017: Yves Lampaert, Matteo Trentin (4), Julian Alaphilippe - 4 el 2018: Elia Viviani (3), Enric Mas - 5 el 2019: Fabio Jakobsen (2), Philippe Gilbert (2), Rémi Cavagna - 1 el 2020: Sam Bennett - 4 el 2021: Fabio Jakobsen (3), Florian Sénéchal - 2 el 2022: Remco Evenepoel - 3 el 2023: Remco Evenepoel - 1 Classificació general - Classificació general: 2022 (Remco Evenepoel) - Classificacions secundàries - Classificació dels joves: 2018 (Enric Mas) i 2022 (Remco Evenepoel) - Premi de la Combativitat: 2020 (Rémi Cavagna), 2023 (Remco Evenepoel) - Classificació per punts: 2021 (Fabio Jakobsen) - Premi de la muntanya: 2023 (Remco Evenepoel) |

### Campionats nacionals

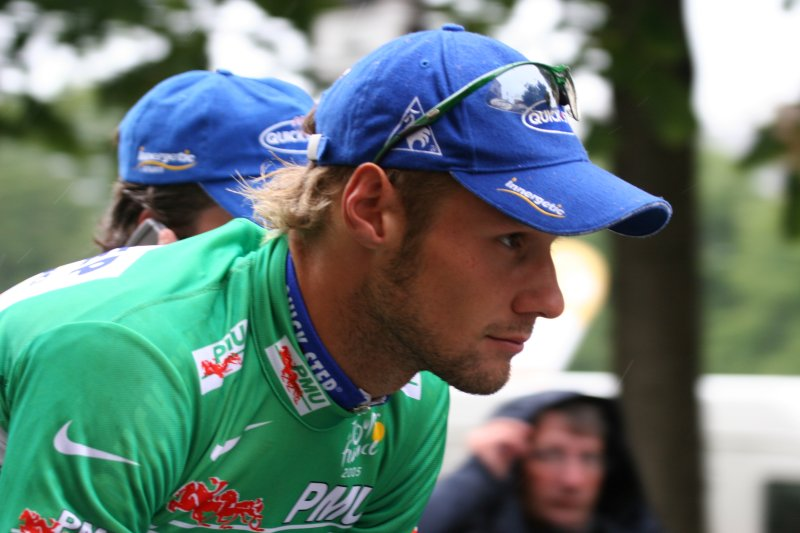
Tom Boonen amb el mallot verd durant el Tour de França de 2005

- Campionat d'Alemanya en contrarellotge: 2012, 2013, 2014, 2015, 2016 (Tony Martin)
- Campionat de l'Argentina en ruta: 2019 (Maximiliano Richeze)
- Campionat de Bèlgica en ruta: 2009 (Tom Boonen), 2010 (Stijn Devolder), 2012 (Tom Boonen), 2018 (Yves Lampaert), 2023 (Remco Evenepoel)
- Campionat de Bèlgica en contrarellotge: 2008 i 2010 (Stijn Devolder); 2012 i 2013 (Kristof Vandewalle), 2017 i 2021 (Yves Lampaert), 2022 Remco Evenepoel
- Campionat de Belarús en contrarellotge: 2009 i 2010 (Branislau Samòilau)
- Campionat de Colòmbia en contrarellotge: 2015 (Rigoberto Urán)
- Campionat de Dinamarca en ruta: 2018 i 2019 (Michael Mørkøv), 2020 (Kasper Asgreen)
- Campionat de Dinamarca en contrarellotge: 2019, 2020, 2021 i 2023 (Kasper Asgreen)
- Campionat d'Eslovàquia en ruta: 2012 i 2013 (Peter Velits)
- Campionat de França en ruta: 2011 (Sylvain Chavanel), 2021 (Rémi Cavagna) i 2022 (Florian Sénéchal)
- Campionat de França en contrarellotge: 2012 i 2013 (Sylvain Chavanel), 2020 i 2023 (Rémi Cavagna)
- Campionat d'Hongria en contrarellotge: 2003, 2004 (László Bodrogi)
- Campionat d'Irlanda en ruta: 2012 (Matthew Brammeier)
- Campionat d'Itàlia en ruta: 2003, 2006 (Paolo Bettini), 2007 (Giovanni Visconti) i 2018 (Elia Viviani)
- Campionat d'Itàlia en contrarellotge: 2012 (Dario Cataldo)
- Campionat de Luxemburg en ruta: 2016, 2017, 2018 i 2019 (Bob Jungels)
- Campionat de Luxemburg en contrarellotge: 2016, 2018, 2019 i 2020 (Bob Jungels)
- Campionat de Nova Zelanda en ruta: 2020 (Shane Archbold)
- Campionat de Nova Zelanda en contrarellotge: 2017 (Jack Bauer)
- Campionat dels Països Baixos en ruta: 2012, 2015 (Niki Terpstra)
- Campionat dels Països Baixos en contrarellotge: 2019 (Fabio Jakobsen)
- Campionat de Polònia en ruta: 2012 (Michał Gołaś) i 2013 (Michał Kwiatkowski)
- Campionat de Polònia en contrarellotge: 2014 (Michał Kwiatkowski)
- Campionat de Portugal en contrarellotge: 2021 (João Almeida)
- Campionat del Regne Unit en ruta: 2013 i 2022 (Mark Cavendish)
- Campionat de la República Txeca en ruta: 2014, 2017 (Zdeněk Štybar), 2015 (Petr Vakoč)
- Campionat de la República Txeca en contrarellotge: 2021 (Josef Černý)

## Classificacions UCI

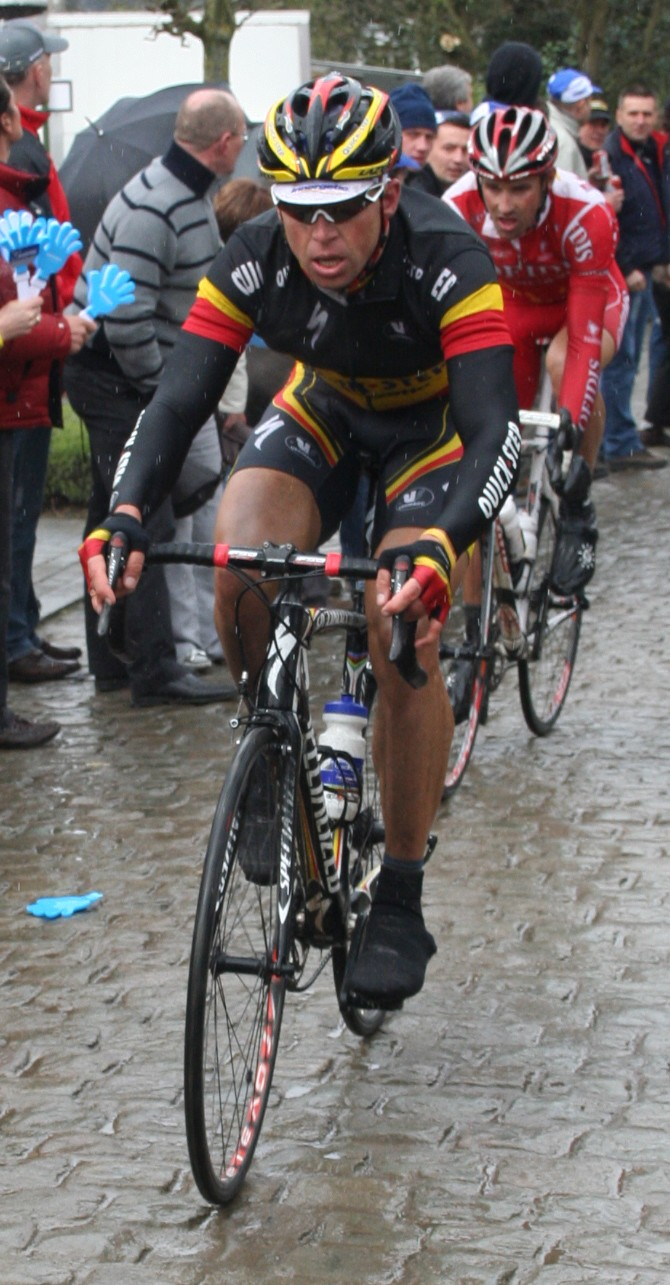
Stijn Devolder amb el mallot de campió de Bèlgica, al Tour de Flandes 2008

El 2003 i 2004 el Quick Step-Davitamon té una categoria GSI, la primera dels equips ciclistes professionals. La següent classificació estableix la posició de l'equip en finalitzar la temporada.
| Temporada | Classificació per equips | Millor ciclista en la classificació individual |
| --------- | ------------------------ | ---------------------------------------------- |
| 2003      | 2n                       | Paolo Bettini (1r)                             |
| 2004      | 7è                       | Paolo Bettini (2n)                             |

A partir del 2005, l'equip s'integra al ProTour. La taula presenta les classificacions de l'equip al circuit, així com el millor ciclista individual.
| Temporada | Classificació per equips | Millor ciclista en la classificació individual |
| --------- | ------------------------ | ---------------------------------------------- |
| 2005      | 12è                      | Tom Boonen (2n)                                |
| 2006      | 13è                      | Tom Boonen (7è)                                |
| 2007      | 5è                       | Tom Boonen (21è)                               |
| 2008      | 8è                       | Stijn Devolder (7è)                            |

El 2009 la classificació del ProTour és substituïda per la Classificació mundial UCI.
| Temporada | Classificació per equips | Millor ciclista en la classificació individual |
| --------- | ------------------------ | ---------------------------------------------- |
| 2009      | 8è                       | Allan Davis (11è)                              |
| 2010      | 16è                      | Tom Boonen (19è)                               |

El 2011 la Classificació mundial UCI passa a ser l'UCI World Tour.
| Temporada | Classificació per equips | Millor ciclista en la classificació individual |
| --------- | ------------------------ | ---------------------------------------------- |
| 2011      | 16è                      | Tom Boonen (30è)                               |
| 2012      | 4t                       | Tom Boonen (3r)                                |
| 2013      | 7è                       | Michał Kwiatkowski (23è)                       |
| 2014      | 4t                       | Michał Kwiatkowski (16è)                       |
| 2015      | 4t                       | Rigoberto Urán (13è)                           |
| 2016      | 7è                       | Daniel Martin (10è)                            |
| 2017      | 2n                       | Daniel Martin (8è)                             |
| 2018      | 1r                       | Elia Viviani (6è)                              |

El 2016 la Classificació mundial UCI passa a tenir en compte totes les proves UCI. Durant tres temporades existeix paral·lelament amb la classificació UCI World Tour i els circuits continentals. A partir del 2019 substitueix definitivament la classificació UCI World Tour.
| Temporada | Classificació per equips | Millor ciclista en la classificació individual |
| --------- | ------------------------ | ---------------------------------------------- |
| 2016      | -                        | Julian Alaphilippe (17è)                       |
| 2017      | -                        | Philippe Gilbert (10è)                         |
| 2018      | -                        | Elia Viviani (3r)                              |
| 2019      | 1r                       | Julian Alaphilippe (2n)                        |
| 2020      | 2n                       | Julian Alaphilippe (6è)                        |
| 2021      | 1r                       | Julian Alaphilippe (4t)                        |
| 2022      | 6è                       | Remco Evenepoel (3r)                           |
| 2023      | 3r                       | Remco Evenepoel (3r)                           |

## Composició de l'equip 2024
| Llista de l'equip 2024 | Llista de l'equip 2024 | Llista de l'equip 2024                     | Llista de l'equip 2024 |
| Ciclista               | Data de naixement      | Equip previ                                |                        |
| ---------------------- | ---------------------- | ------------------------------------------ | ---------------------- |
| Julian Alaphilippe     | 11 de juny de 1992     | Etixx-iHNed (2013)                         |                        |
| Kasper Asgreen         | 8 de febrer de 1995    | Virtu Cycling (2018)                       |                        |
| Ayco Bastiaens         | 3 de juny de 1996      | Alpecin-Deceuninck Development Team (2023) |                        |
| Mattia Cattaneo        | 25 de octubre de 1990  | Androni Giocattoli-Sidermec (2019)         |                        |
| Josef Černý            | 11 de maig de 1993     | CCC Team (2020)                            |                        |
| Remco Evenepoel        | 25 de gener de 2000    | Acrog-Pauwels-Sauzen-Balen BC (2018)       |                        |
| Gil Gelders            | 16 de desembre de 2002 | Soudal Quick-Step Devo Team (2023)         |                        |
| Jan Hirt               | 21 de gener de 1991    | Intermarché-Wanty-Gobert Matériaux (2022)  |                        |
| Antoine Huby           | 19 de gener de 2001    | Vendée U Pays de la Loire (2023)           |                        |
| James Knox             | 4 de novembre de 1995  | Team Wiggins (2017)                        |                        |
| Yves Lampaert          | 10 de abril de 1991    | Topsport Vlaanderen-Baloise (2014)         |                        |
| Luke Lamperti          | 31 de desembre de 2002 | Trinity Racing (2023)                      |                        |
| Mikel Landa Meana      | 13 de desembre de 1989 | Bahrain Victorious (2023)                  |                        |
| Junior Lecerf          | 15 de octubre de 2002  | Soudal Quick-Step Devo Team (2023)         |                        |
| Paul Magnier           | 14 de abril de 2004    | Trinity Racing (2023)                      |                        |
| Fausto Masnada         | 6 de novembre de 1993  | CCC Team (2020)                            |                        |
| Tim Merlier            | 30 de octubre de 1992  | Alpecin-Deceuninck (2022)                  |                        |
| Gianni Moscon          | 20 de abril de 1994    | Astana Qazaqstan Team (2023)               |                        |
| Casper Pedersen        | 15 de març de 1996     | Team DSM (2022)                            |                        |
| Pieter Serry           | 21 de novembre de 1988 | Topsport Vlaanderen-Mercator (2012)        |                        |
| Martin Svrček          | 17 de febrer de 2003   | Biesse-Carrera (2022)                      |                        |
| Bert Van Lerberghe     | 29 de setembre de 1992 | Cofidis, Solutions Crédits (2019)          |                        |
| Ilan Van Wilder        | 14 de maig de 2000     | Team DSM (2021)                            |                        |
| Warre Vangheluwe       | 23 de juliol de 2001   | Soudal Quick-Step Devo Team (2023)         |                        |
| Mauri Vansevenant      | 1 de juny de 1999      | EFC-L&R-Vulsteke (2019)                    |                        |
| Louis Vervaeke         | 6 de octubre de 1993   | Alpecin-Fenix (2021)                       |                        |
| Jordi Warlop           | 4 de juny de 1996      | Soudal Quick-Step Devo Team (2023)         |                        |
| Pepijn Reinderink      | 4 de maig de 2002      | Soudal Quick-Step Devo Team (2023)         |                        |
|                        |                        |                                            |                        |
| Font: ProCyclingStats  |                        |                                            |                        |